# Egnatioides blondheimi
Egnatioides blondheimi är en insektsart som beskrevs av Fishelson 1993. Egnatioides blondheimi ingår i släktet Egnatioides och familjen gräshoppor. Inga underarter finns listade i Catalogue of Life.